# Pierre-Marie Mermier

Pierre-Marie Mermier (1790–1862), Gründer der Missionare des hl. Franz von Sales

Pierre-Marie Mermier (* 28. August 1790 in Vouray; † 30. September 1862 in La Feuillette) war ein französischer katholischer Priester. Er gründete die Missionare des hl. Franz von Sales.

## Leben

### Kindheit bis Priesterweihe
Pierre-Marie Mermier wurde am 28. August 1790 in Vouray, im Pfarrbezirk von Chaumont-en Genevois in Savoyen geboren. Die Französische Revolution hatte der Kirche in Savoyen schwer geschadet. Viele Priester hatten das Land verlassen, die wenigen, die blieben, gingen in den Untergrund. Mermiers Eltern waren bekennende Katholiken und riskierten ihr Leben und ihren Besitz, indem sie die Priester bei sich aufnahmen. Zwischen seinem vierten und zehnten Lebensjahr konnte Mermier deshalb bei sich zu Hause miterleben, wie dort im Geheimen die Heilige Messe gefeiert wurde. Der Glaube und der Mut seiner Eltern und jener Priester in dieser Zeit motivierten ihn dazu, selbst Priester werden zu wollen.
Da in der Zeit der französischen Revolution sämtliche Kirchen und katholische Schulen geschlossen waren, erhielt Pierre-Marie Mermier seinen ersten Schulunterricht von seiner Mutter. Im Jahr 1800 kehrte der Friede zurück nach Savoyen. Mermier kam zur weiteren Schulbildung nach Melan. 1807 wurde er in das Priesterseminar von Chambéry aufgenommen. Er war sehr eifrig im Gebet, ein fleißiger Student und gegenüber seinen Mitstudenten sehr rücksichtsvoll. Seine Priesterweihe empfing er am 21. März 1813 im Alter von dreiundzwanzigeinhalb Jahren.

### Erste Priesterjahre und Beginn der Gemeindemission
Seine erste Tätigkeit als Priester führte ihn als Kaplan nach Canon Desjacques bei Magland. Mit unermüdlichem Eifer widmete er sich dort seinen Aufgaben. Unter Tags unterrichtete er die Kinder, in der Nacht setzte er seine theologischen Studien fort. Nach drei Jahren wurde er gebeten, am College von Melan zu unterrichten und Erzieher für die dortigen Schüler zu sein. 1819, im Alter von dreißig Jahren, ernannte ihn dann der Erzbischof von Chambery zum Pfarrer von Le Châtelard.
Pierre-Marie Mermier war ein konsequenter Priester von unermesslichem Eifer. Die meisten Menschen in seiner Umgebung verhielten sich jedoch infolge des Jansenismus, des Gallikanismus und der Französischen Revolution gegenüber der katholischen Glaubenslehre und der Glaubenspraxis eher gleichgültig. Im Hinblick darauf, die Menschen in ihrem Glaubensleben wieder zu erneuern, nahm Mermier Kontakt mit Joseph-Marie Favre auf. Dieser Priester hielt in der Diözese Chambéry mit großem Erfolg sogenannte Gemeindemissionen ab, also eine Art Glaubensintensivkurs für die ganze Pfarrgemeinde. Sie trafen sich 1821 und Mermier war sofort von dieser neuen Art der Seelsorge begeistert. Noch im selben Jahr entschieden sich die beiden, zusammen mit weiteren Diözesanpriestern, sich ganz dieser Aufgabe zu widmen. Sie zogen daraufhin von einer Pfarrgemeinde zur anderen und blieben in jeder Pfarrgemeinde etwa vier bis sechs Wochen. Sie beteten, predigten und ermutigten die Menschen, ihren Glauben wieder neu aufzubauen. Es war eine wunderbare Gelegenheit zur religiösen Umkehr, Erneuerung und Bildung.
Monsignore Claude-François de Thiollaz, Bischof von Annecy, ernannte Mermier 1823 zum Spiritual des Priesterseminars. 1826 jedoch erlaubte ihm der Bischof, sich voll und ganz der Gemeindemission zu widmen. Schritt für Schritt bildete sich in der Folgezeit eine Gruppe von Missionaren heran. In Mermier reifte die Überzeugung, dass die Gemeindemission in der Seelsorge eine unersetzliche Rolle spielt und es daher unumgänglich ist, eine Gemeinschaft von Missionaren zu gründen, die sich ganz dem Dienst der Mission widmen, und diese Gemeinschaft soll unter den besonderen Schutz des heiligen Franz von Sales stehen, der selbst als Missionar vier Jahre lang die calvinisch gewordene Bevölkerung des Chablais zum katholischen Glauben zurückführte.

### Gründung der Missionare des hl. Franz von Sales
1832 wurde Pierre Joseph Rey neuer Bischof von Annecy. 1834 erlaubte dieser der Gruppe der Missionare – zu diesem Zeitpunkt waren es genau sechs Priester –, in ein Haus nach La Roche zu ziehen. Am 29. September 1836 erteilte der Bischof dann die provisorische Anerkennung der neuen Gemeinschaft und ihrer Ordensregeln. Damals nannte sich die Gruppe noch "Missionare von Annecy". Am 8. August 1837 gründete sie in Annecy das Mutterhaus an einem Ort der La Feuilette hieß. Das Haus wurde ein Haus des Gebetes und des Studiums. In diesem Haus erhielten die jungen Ordensleute ihre Ausbildung für das apostolische und salesianische Leben. Die zivilrechtliche Anerkennung der neuen Gemeinschaft erfolgte am 15. Oktober 1838. In dieser Anerkennung wurde festgelegt, dass die neue Kongregation den Namen "Missionare des hl. Franz von Sales" tragen soll. Am 24. Oktober 1838 wurden die Missionare des hl. Franz von Sales durch Papst Gregor XVI. für die gesamte Kirche offiziell anerkannt.
Pierre-Marie Mermier gründete die Kongregation der Missionare des hl. Franz von Sales für die Gemeindemission, die Mission in andere Länder und für die Erziehung der Jugend. Sein missionarischer Eifer veranlasste ihn, den Papst um ein Missionsgebiet im Ausland zu bitten. Der Papst übergab ihm daraufhin ein riesiges Missionsgebiet in Indien, das Mermier akzeptierte, obwohl seine Kongregation zu diesem Zeitpunkt noch in den Kinderschuhen steckte und erst elf Mitglieder die Profess abgelegt hatten. Im Bezug auf die Erziehung war Mermier der Meinung, dass der Erzieher zu seinen Schülern milde wie eine Mutter und klug wie ein Vater sein solle. 1856 übernahm Mermier die Leitung des Colleges von Évian und 1857 von Melan.
In Chavanod traf er mit Claudine Echernier zusammen. Diese Frau hatte 1837 versprochen, ein bescheidenes, demütiges Leben im Dienste der Armen zu führen. Mit der Hilfe von Pierre-Marie Mermier gründete sie 1839 die Kongregation der Schwestern vom Heiligen Kreuz von Chavanod, die sich der Erziehung armer Mädchen widmeten.

### Die letzten Lebensjahre
Zwischen 1828 und 1857 führte Pierre-Marie Mermier persönlich neunzig Gemeindemissionen durch. Er hielt die Predigt für das hauptsächliche Mittel, das Wort Gottes zu verkünden. Er selbst hielt sehr gut vorbereitete Predigten, sprach mit tiefem Glauben und einer großen Überzeugungskraft. Er verwendete dabei einen väterlichen Ton und zeigte gütiges Verständnis für die Sünder, genauso wie sein Vorbild, der heilige Franz von Sales. Seine Missionare leitete er an, ein Leben von freundlicher und gefälliger Nächstenliebe zu führen. Er stellte seine Kongregation unter den Schutz Unserer lieben Frau von den sieben Schmerzen, was für ihn eine sehr salesianische Art der Hingabe an Maria zum Ausdruck brachte.
Trotz seines Alters von 67 Jahren übernahm Mermier am 26. Juni 1857 die Pfarrgemeinde von Pougny als Pfarrer. Dort erkrankte er jedoch und kam wieder nach La Feuillette zurück. Sein Augenlicht und seine geistige Regheit ließen mehr und mehr nach. Als es ihm wieder etwas besser ging, unternahm er im Juli 1859 eine Wallfahrt zu Unserer lieben Frau von La Salette. Am 6. Juni 1860 erlitt er einen schweren Schlaganfall und wurde völlig blind. Am 10. August 1862 stürzte Pierre-Marie Mermier und erlitt einen doppelten Bruch am rechten Bein. Am 30. September 1862 verstarb er.